# Agenzia Fides

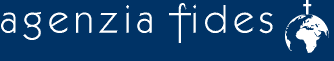
Logo Agenzia Fides

Agenzia Fides es la agencia de prensa de la Santa Sede. Su sede está en el Palacio de Propaganda Fide en la Ciudad del Vaticano y es parte de la Congregación para la Evangelización de los Pueblos. Fue creado en 1927 como la primera agencia de prensa misionaria para la Iglesia católica y fue aprobada por el papa Pio XI. Actual director es el prof. Luca de Mata.
Las primeras ediciones fueron en lengua inglesa, francesa y polaca, siguieron la italiana (1929), española (1930) y alemana (1932), después chino (1998), portugués (2002) e árabe (2008). A partir de 1998 Agenzia Fides se puso en Internet con hasta cinco informes diarios de los eventos no europeos. Su página web contiene información sobre estadísticas de misioneros que murieron como mártires.
El archivo de imágenes de la agencia incluye cerca de 10 000 fotografías que documentan la historia de las misiones católicas de los años 1930 a 1990.